# Declan Galbraith
Declan Galbraith (ur. 19 grudnia 1991 w Hoo St. Werburgh, w Wielkiej Brytanii) – angielski piosenkarz, posiadający szkockie i irlandzkie korzenie. Mieszka wraz z rodzicami matką Siobhan (Szkotką), ojcem Aleckiem (Irlandczykiem) i młodszą siostrą Bernadette w Hoo niedaleko Rochester w hrabstwie Kent. Jego dziadek był członkiem szkockiego zespołu folkowego, co spowodowało zainteresowanie irlandzką i szkocką muzyką 
tradycyjną. 

## Kariera
Pierwszy publiczny występ Galbraitha miał miejsce na corocznym "Rochester Dickens Festival" w 1998, zaś jego pierwszym oficjalnym nagraniem (2001) była nowa wersja popularnej brytyjskiej kolędy "Walking in the Air", która została wydana na Boże Narodzenie na płycie CD "Christmas Hits 2001". Album był składanką i zawierał m.in. także utwory takich wykonawców jak: Westlife, sir Elton John i Elvis Presley. Za swój pierwszy singiel – "Tell Me Why", na którym znalazły się też "Imagine", "I'll Be There", a także teledysk "Tell Me Why", zarobił 1 milion funtów. Jego telewizyjnym debiutem była wizyta w studiu brytyjskiej telewizji GMTV, gdzie zaśpiewał "Walking in the Air".
W 2002 wygrał konkurs na koncercie Young Voices Festival w Manchesterze, gdzie zaśpiewał m.in. swoje piosenki "Rainbow Man" i "You'll Never Walk Alone" oraz przerobioną wersję "Auld Lang Syne", które pierwotnie miały się znaleźć na jego pierwszej płycie, "Declan". Podczas obchodów urodzin Królowej Elżbiety II wystąpił w katedrze św. Pawła, gdzie zaśpiewał "Amazing Grace" oraz towarzyszył chórowi katedralnemu i śpiewał na koncercie przy sir Eltonie Johnie.
Występy w niemieckiej telewizji PRO7/SAT1 oraz współpraca z producentem Ully Jonas zaowocowała wydaniem 1 grudnia 2006 albumu "Thank You", który został nagrany w studiu w Norymberdze. Teledyski "An Angel", "Love Of My Life" i "Tears In Heaven" nagrano w norymberskiej operze, a "Nights In White Satin" i "David's Song" na dworcu Nurnberg Ziegelstein.
W 2007 Galbraith koncertował w 19 niemieckich miastach. Singiel i teledysk do piosenek "Ego You", "Everybody Tells Me" i "Maybe" oraz album "You and Me" powstały w studiu w Berlinie. Na przełomie kwietnia i maja 2007 płyta "Thank you" otrzymała dwa statusy Złotej Płyty, w Niemczech i Austrii (album został sprzedany w nakładzie 100 000 płyt w każdym z krajów). We wrześniu 2007 promował swoją płytę w Chinach. 15 sierpnia 2010 wystąpił na deskach londyńskiego teatru w inscenizacji amerykańskiego serialu "Route 66", emitowanego w latach 60. XX wieku. Zaśpiewał cztery piosenki: "Mrs. Robinson" (oryginalnie wykonany przez Simona & Gurfunkela do filmu "Absolwent" z 1968, Mike'a Nicholsa), "Uptown Girl" (pierwotnie nagrany przez Billy'ego Joela), Desperado (również cover) oraz (wraz z innymi wykonawcami) "Smooth" Roba Thomasa i Carlosa Santany.
W listopadzie 2009 roku miał ukazać się jego kolejny album. Płyta nie została jednak nagrana, a rok później Declan ogłosił, że rozpoczyna studia. Swój powrót zapowiedział na rok 2016, jednak na krótko przed olimpiadą w Londynie nagrał nową wersję swojej pierwszej piosenki "Tell Me Why", wraz z młodą chińską wokalistką Dou Dou. Razem występują również w nowym teledysku do tej piosenki. Wykonali ją ponadto na żywo w Pekinie razem z coverem piosenki "We Are The World", w dniu otwarcia olimpiady w Londynie, a następnego dnia w londyńskim Hackney Empire Theatre, gdzie Declan wykonał także kilka ze swoich nowych piosenek, między innymi "Strange World". Łącznie Declan napisał trzynaście nowych piosenek, dostępnych przez jakiś czas na jego kilka lat temu otwartej nowej oficjalnej stronie internetowej i oficjalnej stronie fanowskiej. Piosenka o tytule "I Surrender" ma dwie wersje – druga, tzw. "Extended" około dwie minuty dłuższą od pierwszej. 
Pod koniec 2015 roku skończył nową płytę na której śpiewa pod pseudonimem Child of Mind. Znajdą się na niej piosenki z tych dostępnych w latach 2012-2014 na Soundcloud oraz z koncertów, które odbyły się w Berlinie w 2014 roku.

## Nagrody i wyróżnienia
- I nagroda w kategorii "Najlepszy Międzynarodowy Młody Wykonawca" w dwudziestym czwartym "Annual Young Artist Awards"

## Dyskografia
- 2007 You And Me
- 2007 Ego You (singel)
- 2006 Unplugged
- 2006 Love of my Life (singel)
- 2006 Thank You
- 2005 An Angel (singel)
- 2002 Declan
- 2002 Tell Me Why (singel)